# André Dacier

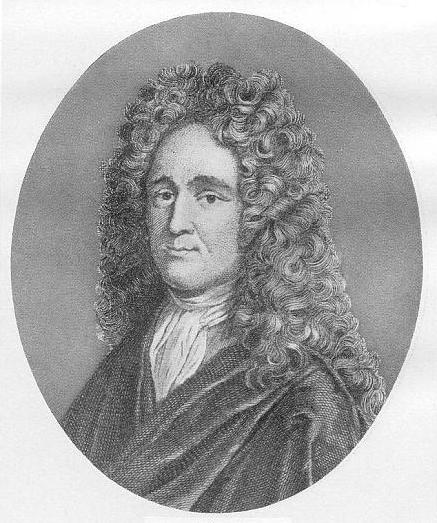
André Dacier

André Dacier (* 6. April 1651 in Castres (Tarn); † 18. September 1722 in Paris) war ein französischer Philologe und königlicher Hofbibliothekar.

## Leben
Der Sohn eines protestantischen Rechtsanwalts studierte zuerst an der Akademie von Puylaurens, dann bei dem bedeutenden hugenottischen Humanisten Tanneguy Le Fèvre in Saumur. Nach dessen Tod 1672 gingen er und die Tochter seines ehemaligen Lehrers, Anne Le Fèvre, nach Paris, wo sie an der Edition ad usum Delphini (zum Gebrauch des Dauphins) des Charles de Sainte-Maure, Herzog von Montausier, mitwirkten, in welcher die Werke der klassischen antiken Schriftsteller in kommentierten französischen Übersetzungen erschienen.
1682 heiratete er schließlich Anne Le Fèvre. 1685 konvertierte er zum Katholizismus und wurde 1695 Mitglied der Académie des Inscriptions et Belles-Lettres und der Académie Française (Fauteuil 28), welche ihn 1713 auch zu ihrem ständigen Sekretär ernannte. 1708 wurde er königlicher Bibliothekar des Louvre.
Er starb 1722 in Paris und fand seine letzte Ruhestätte neben seiner Ehefrau auf dem Friedhof von St-Germain-l’Auxerrois.
Seine französischen Übersetzungen u. a. der Werke von Horaz, Aristoteles, Platon, Epiktet und Plutarch gelten der Nachwelt zwar als sprachlich korrekte und exakte Wiedergaben, aber nicht unbedingt als besonders perfekt den Ton und Geist treffende Übertragungen.